# 로일우는토끼
로일우는토끼 또는 로일피카 (Ochotona roylei)는 우는토끼과에 속하는 포유류의 일종이다. 중국과 인도, 네팔 그리고 파키스탄에서 발견된다.

## 개요
히말라야에서 가장 흔한 우는토끼로 전체 몸길이는 17-22cm정도이다. 로일우는토끼는 약간 활모양으로 굽은 머리와 적갈색-회색 몸에, 고동색 머리와 귀 앞으로 듬성듬성 난 털을 갖고 있다.